# École militaire interarmes de Koulikoro
L’École militaire interarmes de Koulikoro (Émia) est une école d'officiers à Koulikoro au Mali.

## Historique
Historiquement créée le 1er octobre 1962 à Kati, elle est transférée le 1er octobre 1980 à Koulikoro. La durée du cycle de formation est réduite de trois à deux ans avec la 42e promotion, sortie en 2020 en même temps que la 41e.

### Liste des promotions
| Promotion                     | Date           | Parrain de la promotion              | Élèves notables                                                                           |
| ----------------------------- | -------------- | ------------------------------------ | ----------------------------------------------------------------------------------------- |
| 1re promotion                 | 1962-1963/1964 | Président Mamadou Konaté             | Amadou Baba Diarra Karim Dembélé Missa Koné Issa Ongoïba Mamadou Coulibaly Sambou Soumaré |
| 2e promotion                  | 1963-1964      | Lieutenant Koniba Kourouma           | Joseph Mara Kissima Doukara Mamadou Sanogo                                                |
| 3e promotion                  | 1966/1967-1969 | Capitaine Mamadou Sissoko            | Kafougouna Koné Tiécoura Doumbia Cheick Oumar Diarra Birama Siré Traoré Amadou beïdy Tall |
| 4e promotion                  | 1970-1972      | Général Abdoulaye Soumaré            | Souleymane Yacouba Sidibé Amadou Toumani Touré Bakary Coulibaly                           |
| 5e promotion                  | 1973-1975      | Babemba Traoré                       | Lamine Diabira Moussa Diabaté                                                             |
| 6e promotion                  | 1975-1977      | Lieutenant Fanhiri Konaté            | Amadou Sagafourou Guèye                                                                   |
| 7e promotion                  | 1976-1978      | Commandant Binem Poudiougou          | Sadio Gassama Bah N'Daw Gabriel Poudiougou                                                |
| 8e promotion                  | 1978-1980      | Lieutenant-colonel Mohamed Ould Issa |                                                                                           |
| 9e promotion (Kati/Koulikoro) | 1979-1981      | Chef d'escadron Oumar Coulibaly      | Kissima Doukara Yamoussa Camara                                                           |
| 10e promotion                 | 1980-1982      | Sékou Amadou                         | Fatogoma Sountoura                                                                        |
| 11e promotion                 | 1981-1983      | Docteur Sominé Dolo                  |                                                                                           |
| 12e promotion                 | 1983-1985      | Koumi Diossé                         |                                                                                           |
| 13e promotion                 | 1987-1991      | Capitaine Souleymane Kassambara      |                                                                                           |
| 14e promotion                 | 1988-1991      | Chef d'escadron Mama Traoré          | Ibrahima Dahirou Dembélé                                                                  |
| 15e promotion                 | 1989-1991      | Lieutenant Abdoul Karim Doumbia      | Moussa Diawara                                                                            |
| 16e promotion                 | 1990-1994      | Commandant Siaka Koné                | Abdoulaye Koumaré                                                                         |
| 17e promotion                 | 1991-1995      | Colonel Kélétigui Drabo              |                                                                                           |
| 18e promotion                 | 1993-1996      | Docteur Boubacar Sada Sy             | Sidi Alassane Touré Élisée Jean Dao                                                       |
| 19e promotion                 | 1994-1997      | Président Modibo Keïta               |                                                                                           |
| 20e promotion                 | 1995-1998      | Alioune Blondin Béye                 |                                                                                           |
| 21e promotion                 | 1996-1999      | Colonel Sékou Traoré                 |                                                                                           |
| 22e promotion                 | 1997-2000      | Chef d'escadron Mamadou Kondé        |                                                                                           |
| 23e promotion                 | 1998-2001      | Commandant Mamadou Goïta             | Malick Diaw                                                                               |
| 24e promotion                 | 1999-2002      | Colonel Amadou Sissoko               | Karim Niang Assimi Goïta Modibo Koné Sadio Camara                                         |
| 25e promotion                 | 2000-2003      | Hamani Diori                         | Promotion de l'intégration                                                                |
| 26e promotion                 | 2001-2004      | Tiéoulé Mamadou Konaté               |                                                                                           |
| 27e promotion                 | 2002-2005      | Général Bougari Sangaré              | Sékou Traoré                                                                              |
| 28e promotion                 | 2003-2006      | Colonel Ousmane Maïga                |                                                                                           |
| 29e promotion                 | 2004-2007      | Général Cheick Oumar Diarra          |                                                                                           |
| 30e promotion                 | 2005-2008      | Général Siriman Keïta                |                                                                                           |
| 31e promotion                 | 2006-2009      | Lieutenant-colonel Boubacar Traoré   |                                                                                           |
| 32e promotion                 | 2007-2010      | Général Abdoulaye Ouologuem\|        |                                                                                           |
| 33e promotion                 | 2008-2011      | Mamadou Madeira Keita (fi)           |                                                                                           |
| 34e promotion                 | 2009-2013      | Chef de bataillon Damien Boiteux     |                                                                                           |
| 35e promotion                 | 2010-2014      | Idriss Déby Itno                     |                                                                                           |
| 36e promotion                 | 2012-2015      | Colonel Koké Dembélé                 |                                                                                           |
| 37e promotion                 | 2013-2016      | Capitaine Sékou Traoré               |                                                                                           |
| 38e promotion                 | 2014-2017      | Aoua Keïta                           |                                                                                           |
| 39e promotion                 | 2015-2018      | Général Kafougouna Koné              |                                                                                           |
| 40e promotion                 | 2016-2019      | Colonel Ousmane Coulibaly            |                                                                                           |
| 41e promotion                 | 2017-2020      | Commandant Karim Niang               |                                                                                           |
| 42e promotion                 | 2018-2020      | Général Mady Macalou                 |                                                                                           |
| 43e promotion                 | 2019-2021      | Général Amadou Toumani TOURE         |                                                                                           |

## Mission
Elle a pour mission :
- la formation initiale des officiers d’actives ;
- la formation des officiers de réserves ;
- la promotion de la recherche scientifique et technologique.

En vue de contribuer à l’intégration africaine, l’Émia de Koulikoro a ouvert ses portes aux élèves militaires de différents pays africains en 1993.